# Joe Liggins
Joseph Christopher (Joe) Liggins jr., geboren als Theodro Elliott (Seminole, Oklahoma, 9 juli 1916 – Lynwood, Californië 31 juli 1987), was een Amerikaanse rhythm-and-blues-, blues-, boogiewoogie- en jazz-zanger en -pianist die in de jaren veertig en vijftig succesvol was als bandleider van Joe Liggins and His Honeydrippers. Diens grootste hit was The Honeydripper (1945).

## Muziekcarrière
Als kind nam Liggins de achternaam van zijn stiefvader aan. In de jaren dertig veranderde hij ook zijn voornaam van Theodro in Joseph Christoper.
In 1939 verhuisde het gezin naar Los Angeles en trad hij toe tot Sammy Franklin's California Rhythm Rascals. Toen Franklin het door Liggins geschreven The Honeydripper weigerde op te nemen, besloot Liggins zijn eigen band te vormen. Dit bleek een goede zet te zijn, want The Honeydripper stond 18 weken bovenaan de Amerikaanse r&b-hitlijsten.

## Joe Liggins and his Honeydrippers
Samenstelling van de band:
- Little Willie Jackson – altsaxofoon, baritonsaxofoon
- James Jackson jr. – tenorsaxofoon
- Joe Liggins – piano, zang
- Frank Pasley – gitaar
- Eddie Davis – bas
- Preston "Peppy" Prince – drums

Sessiemuzikanten:
- Joe Darensbourg – klarinet
- Johnny Moore – gitaar
- Gene Phillips – gitaar
- Red Callender – bas

- Biblioteca Nacional de España: XX1785121
- Bibliothèque nationale de France: cb139444857 (data)
- CiNii: DA1593918X
- Gemeinsame Normdatei: 135468469
- International Standard Name Identifier: 0000 0000 6301 5294
- Library of Congress Control Number: n95065509
- MusicBrainz: 0f466952-be31-4c2e-a74c-daf799d89ab3
- Nationale Bibliotheek van Tsjechië: ola2002159397
- Nationale Bibliotheek van Israël: 987007342195905171
- Nederlandse Thesaurus van Auteursnamen: 099421186
- SNAC: w66t1scs
- Virtual International Authority File: 14963486
- WorldCat: E39PBJrwTJQjJqvWwgRKq6JhpP